# Matelea prostrata
Matelea prostrata är en oleanderväxtart som först beskrevs av Carl Ludwig von Willdenow, och fick sitt nu gällande namn av R. E. Woodson. Matelea prostrata ingår i släktet Matelea och familjen oleanderväxter. Inga underarter finns listade i Catalogue of Life.